# ال سورباسو
ال سورباسو (بالإيطالية: Il sorpasso)‏ و تعني التجاوز وهو الاسم الذي يطلق على حالة الاقتصاد الإيطالي عام 1987 حيث نما بشكل أكبر من نظيره البريطاني من حيث الناتج المحلي الإجمالي المطلق. الأمر الذي جعل من إيطاليا خامس أكبر اقتصاد في الغرب بعد الولايات المتحدة والاتحاد السوفياتي وألمانيا وفرنسا.
يجادل المشككون بهذا التحول أنه يرجع في جزء كبير منه إلى تعديل الحكومة الإيطالية لأساليبها الإحصائية، وتحصيلها على ديون عامة ضخمة. كما ويشيرون أيضا إلى أن كون اقتصادها بعد الولايات المتحدة واليابان و الاتحاد السوفياتي وألمانيا و فرنسا يعني أن الاقتصاد الإيطالي كان في الواقع السادس عالمياً.